# Remo nos Jogos Pan-Americanos de 2015 - Skiff simples peso leve feminino
A competição do skiff simples peso leve feminino foi um dos eventos do remo nos Jogos Pan-Americanos de 2015. Foi disputada no Royal Canadian Henley Rowing Course em St. Catharines, nos dias 12 e 15 de julho.

## Calendário
Horário local (UTC-4).
| Data        | Horário | Fase          |
| ----------- | ------- | ------------- |
| 12 de julho | 10:15   | Eliminatórias |
| 12 de julho | 14:35   | Repescagem    |
| 15 de julho | 9:05    | Final B       |
| 15 de julho | 9:55    | Final A       |

## Medalhistas
| Ouro   | USA Mary Jones       |
| Prata  | BRA Fabiana Beltrame |
| Bronze | ARG Lucia Palermo    |

## Resultados

### Eliminatórias
Bateria 1
| Pos. | Remador                      | Nacionalidade | Tempo   | Notas |
| ---- | ---------------------------- | ------------- | ------- | ----- |
| 1    | Fabiana Beltrame             | BRA Brasil    | 7:36.28 | FA    |
| 2    | Lucia Palermo                | ARG Argentina | 7:53.81 | FA    |
| 3    | Liz Fenje                    | CAN Canadá    | 7:55.59 | R     |
| 4    | Jenesis Perez Pastran        | VEN Venezuela | 8:20.23 | R     |
| 5    | Jennieffer Zuniga Mazariegos | GUA Guatemala | 8:20.75 | R     |

Bateria 2
| Pos. | Remador            | Nacionalidade      | Tempo   | Notas |
| ---- | ------------------ | ------------------ | ------- | ----- |
| 1    | Mary Jones         | USA Estados Unidos | 7:43.34 | FA    |
| 2    | Kenia Lechuga      | MEX México         | 7:53.53 | FA    |
| 3    | Yislena Hernandez  | CUB Cuba           | 8:17.78 | R     |
| 4    | Gabriela Mosqueira | PAR Paraguai       | 8:20.42 | R     |

### Repescagem
| Pos. | Remador                      | Nacionalidade | Tempo   | Notas |
| ---- | ---------------------------- | ------------- | ------- | ----- |
| 1    | Liz Fenje                    | CAN Canadá    | 8:28.82 | FA    |
| 2    | Yislena Hernandez            | CUB Cuba      | 8:42.19 | FA    |
| 3    | Gabriela Mosqueira           | PAR Paraguai  | 8:50.50 | FB    |
| 4    | Jennieffer Zuniga Mazariegos | GUA Guatemala | 8:57.12 | FB    |
| 5    | Jenesis Perez Pastran        | VEN Venezuela | 9:06.50 | FB    |

### Final
Final B
| Pos. | Remador                      | Nacionalidade | Tempo    | Notas |
| ---- | ---------------------------- | ------------- | -------- | ----- |
| 7    | Gabriela Mosqueira           | PAR Paraguai  | 9:57.20  |       |
| 8    | Jenesis Perez Pastran        | VEN Venezuela | 10:24.78 |       |
| 9    | Jennieffer Zuniga Mazariegos | GUA Guatemala | 10:25.95 |       |

Final A
| Pos.              | Remador           | Nacionalidade      | Tempo   | Notas |
| ----------------- | ----------------- | ------------------ | ------- | ----- |
| Medalha de ouro   | Mary Jones        | USA Estados Unidos | 8:49.19 |       |
| Medalha de prata  | Fabiana Beltrame  | BRA Brasil         | 8:54.36 |       |
| Medalha de bronze | Lucia Palermo     | ARG Argentina      | 9:01.16 |       |
| 4                 | Kenia Lechuga     | MEX México         | 9:01.42 |       |
| 5                 | Liz Fenje         | CAN Canadá         | 9:11.22 |       |
| 6                 | Yislena Hernandez | CUB Cuba           | 9:20.97 |       |